# Epaminondas Jácome
Epaminondas Tito Jácome (Augusto Severo, atual Campo Grande (Rio Grande do Norte), 20 de abril de 1867 — , 29 de março de 1929) foi um político brasileiro.
Foi médico sanitarista, deputado provincial e, juntamente com José Plácido de Castro, participou da Revolução Acriana, em outubro de 1902, que culminou na nacionalização daquele território.
Foi o primeiro governador do território do Acre, de 1 de janeiro de 1921 a 22 de junho de 1922.